# Sofia Sakorafa
Sofia Sakorafa (Grieks: Σοφία Σακοράφα) (Trikala, 29 april 1957) is een voormalig Griekse atlete, die gespecialiseerd was in het speerwerpen. In totaal verbeterde ze zeventien maal het Griekse record speerwerpen. Haar eerste record was 41,32 op 21 mei 1972. Tegenwoordig is ze europarlementariër.

## Begin loopbaan
Sakorafa-Kostaveli begon op 15-jarige leeftijd met atletiekwedstrijden en was aangesloten bij de sportvereniging Trikala Gymnastic Club. Ze nam deel aan de Olympische Spelen van 1976 en de Olympische Spelen van 1980. Beide keren wierp ze in de kwalificatieronde geen geldige worp. Op het EK 1978 in Praag miste ze met 56,76 de kwalificatie voor de finale met 42 cm.

## Records en Olympische Spelen
In 1981 wierp ze voor het eerst verder dan 60 meter. In 1982 behaalde ze een bronzen medaille op de Europese kampioenschappen in Athene. Met een beste poging van 67,04 m eindigt ze achter haar landgenote Anna Verouli (goud; 70,02) en de Oost-Duitse Antje Kempe (zilver; 67,94). Beide medailles waren de enige medailles die het gastland behaalde. Op 16 september 1982, twee weken na het Europees Kampioenschap, verbeterde ze in de Griekse stad Chania het wereldrecord speerwerpen met de oude speer tot 74,20. Hiermee overtrof ze het oude record, dat in handen was van de Finse Tiina Lillak, met 1,80. In juni 1983 heroverde deze Lillak het record terug door 74,76 te werpen. De prestatie van Sofia Sakorafa zou echter altijd het Griekse record blijven, totdat in 1999 de nieuwe speer geïntroduceerd werd. Door een schouderblessure moest ze de wereldkampioenschappen atletiek 1983 in Helsinki laten lopen. Pas in 1986 trad Sakorafa weer bij wedstrijden aan, maar kon geen aansluiting meer vinden bij de wereldtop.

## Nadagen
In 2004 nam ze in de nadagen van haar loopbaan de Palestijnse nationaliteit aan en werd op 47-jarige leeftijd op het laatste nippertje toegelaten tot het Palestijnse olympische team. Op 28 juni 2004 kwam ze in Chania voor het eerst bij een internationale wedstrijd uit voor dit land. Ze wierp 47,23 ongeveer negen meter te weinig voor een olympisch B-limiet. Hoewel haar olympisch aspiraties meer symbolisch van aard waren, omdat ze sympathiseert met het Palestijnse volk, mocht ze uiteindelijk toch niet meedoen vanwege het niet halen van de olympische limiet.

## Huidige werkzaamheden
Momenteel is ze gymnastieklerares en politiek actief. Ze staat voor thema's als wereldvrede, rechten van de vrouw en rechten van de Palestijnen. Ze zat in de stadsraad van Maroussi, een voorstad van Athene, waar het Olympisch stadion is gevestigd. Ze behaalde bijna een zetel in de Griekse regering onder de vlag van de partij PASOK. Later stapte ze over naar SYRIZA en werd in 2014 gekozen als lid van Europees Parlement.

## Titels
- Grieks kampioene speerwerpen - 1983
- Balkan kampioene speerwerpen - 1982, 1983, 1986

## Persoonlijke records
| Onderdeel                  | Prestatie     | Datum             | Plaats |
| -------------------------- | ------------- | ----------------- | ------ |
| speerwerpen (nieuwe speer) | 47,23 m       | 28 juni 2004      | Haniá  |
| speerwerpen (oude speer)   | 74,20 (ex-WR) | 26 september 1982 | Chania |

## Palmares

### Speerwerpen
- 1977:  Europacup (voorrondes) - 54,60 m
- 1982:  EK - 67,04 m